# Фриманн, Пер
Пер Фриманн Хансен (дат. Per Frimann Hansen; род. 4 июня 1962, Гладсаксе, Копенгаген) — датский футболист, известный своим выступлением за «Андерлехт», в составе которого стал трёхкратным чемпионом Бельгии, а также обладателем Кубка УЕФА. Участник чемпионата мира 1986 года и чемпионата Европы 1988 года в составе сборной Дании.

## Клубная карьера
Фриманн начал свою спортивную карьеру в датском «АБ Гладсаксе», базирующемся его родном городе, — его дебют за команду состоялся в 1980 году. В январе 1981 года он перешёл в «КБ Копенгаген», где спустя полсезона его заприметил «Андерлехт». Попав в бельгийский клуб, Фриманн сразу же получил место в основе и в течение семи лет завоевал с командой три чемпионства (1984/85, 1985/86, 1986/87), а также Кубка УЕФА (1982/83).
В 1988 году после многочисленных травм 26-летний Фриманн решил вернуться на родину. Он был выкуплен «Брондбю», но на полгода отдан в аренду в «Орхус», с которым стал обладателем Кубка Дании 1987/88. Отыграв за «Брондбю» один сезон, в августе 1990 года из-за продолжавшихся травм в возрасте 28 лет Фриман решил завершить свою игровую карьеру.
Пер Фриманн стал первым датчанином, который организовал свой прощальный матч — команда Дании чемпионата мира 1986 года обыграла «Брондбю» со счётом 6:4.

## Карьера в сборной
Фриманн вошёл в заявку сборной Дании на чемпионате мира 1986 года и был на тот момент важной частью команды. Однако сложная травма лодыжки, полученная во время последнего сбора перед турниром, не позволила ему выйти на поле на чемпионате мира, и всю оставшуюся карьеру он боролся с травмами. После этого Фриманн выступал за сборную, квалифицировавшуюся на Летние Олимпийские игры 1988. Однако команде так и не удалось принять участие в финальном турнире, поскольку было обнаружено, что Пер не имел права принимать участие в победном матче против Польши, и техническое поражение лишило команду 1 места в группе. В 1988 году попал в заявку сборной на чемпионат Европы, где принял участие в одном матче.

## Завершение карьеры
После завершения карьеры с 1992 по 1996 год работал в области связей с общественностью в Европейской комиссии. В 1996 году был нанят в качестве консультанта в Олимпийский комитет Дании. В апреле 1998 года он стал спортивным директором своего бывшего клуба АБ. В октябре 1998 года Фриман отказался отпустить из АБ досрочно и отстранил от работы тренера Кристиана Андерсена, согласовавшего контракт с соперником по чемпионату «Копенгагеном» за восемь месяцев до истечения текущего контракта. Вскоре он передумал и отпустил Андерсена, однако после этого инцидента у них были напряженные отношения. За время работы Фримана в АБ клуб потерял большую часть своей ликвидности, и он покинул клуб в 2002 году, став спортивным комментатором в футбольном шоу «Onside» на датском телеканале TV3. В автобиографии 2004 года Андерсен высказался о возможной причастности Фримана к финансовым потерям АБ, однако после того, как Фриманн сообщил о возможности судебного процесса, тот принёс публичные извинения.

## Статистика

### Матчи Фриманна за сборную Дании
| Матчи Фриманна за сборную Дании | Матчи Фриманна за сборную Дании | Матчи Фриманна за сборную Дании | Матчи Фриманна за сборную Дании | Матчи Фриманна за сборную Дании | Матчи Фриманна за сборную Дании |
| ------------------------------- | ------------------------------- | ------------------------------- | ------------------------------- | ------------------------------- | ------------------------------- |
| №                               | Дата                            | Соперник                        | Счёт                            | Голы Фриманна                   | Соревнование                    |
| 1                               | 12 октября 1983                 | Люксембург                      | 6:0                             | —                               | Чемпионат Европы 1984 (отбор)   |
| 2                               | 14 марта 1984                   | Нидерланды                      | 0:6                             | —                               | Товарищеский матч               |
| 3                               | 8 мая 1985                      | ГДР                             | 4:1                             | —                               | Товарищеский матч               |
| 4                               | 5 июня 1985                     | СССР                            | 4:2                             | —                               | Чемпионат мира 1986 (отбор)     |
| 5                               | 11 сентября 1985                | Швеция                          | 0:3                             | —                               | Товарищеский матч               |
| 6                               | 25 сентября 1985                | СССР                            | 0:1                             | —                               | Чемпионат мира 1986 (отбор)     |
| 7                               | 16 октября 1985                 | Норвегия                        | 5:1                             | —                               | Чемпионат мира 1986 (отбор)     |
| 8                               | 26 марта 1986                   | Северная Ирландия               | 1:1                             | —                               | Товарищеский матч               |
| 9                               | 13 мая 1986                     | Норвегия                        | 0:1                             | —                               | Товарищеский матч               |
| 10                              | 16 мая 1986                     | Польша                          | 1:0                             | —                               | Товарищеский матч               |
| 11                              | 23 сентября 1987                | ФРГ                             | 0:1                             | —                               | Товарищеский матч               |
| 12                              | 14 октября 1987                 | Уэльс                           | 1:0                             | —                               | Чемпионат Европы 1988 (отбор)   |
| 13                              | 28 октября 1987                 | Польша                          | 2:0                             | —                               | Олимпийские игры 1988 (отбор)   |
| 14                              | 10 мая 1988                     | Венгрия                         | 2:2                             | 1                               | Товарищеский матч               |
| 15                              | 17 июня 1988                    | Италия                          | 0:2                             | —                               | Чемпионат Европы 1988           |
| 16                              | 23 августа 1989                 | Бельгия                         | 0:3                             | —                               | Товарищеский матч               |
| 17                              | 6 сентября 1989                 | Нидерланды                      | 2:2                             | —                               | Товарищеский матч               |

Итого: 17 матчей / 1 гол; 7 побед, 3 ничьи, 7 поражений.

## Достижения
«Андерлехт»
- Обладатель Кубка УЕФА: 1982/83
- Чемпион Бельгии: (3) 1984/85, 1985/86, 1986/87

«Орхус»
- Обладатель Кубка Дании: 1987/88